# 대한민국 민법 제37조
대한민국 민법 제37조는 법인의 사무의 검사, 감독에 대한 민법총칙 조문이다.

## 조문
제37조(법인의 사무의 검사, 감독) 법인의 사무는 주무관청이 검사, 감독한다.

第37條(法人의 事務의 檢査, 監督) 法人의 事務는 主務官廳이 檢査, 監督한다.

## 비교 조문
제95조 (해산, 청산의 검사, 감독) 법인의 해산 및 청산은 법원이 검사, 감독한다.

## 해설
감독의 내용은 법인의 사무 및 재산상황의 검사, 설립허가의 취소 등이다.

## 참고 문헌
- 오현수, 일본민법, 진원사, 2014. ISBN 978-89-6346-345-2
- 오세경, 대법전, 법전출판사, 2014 ISBN 978-89-262-1027-7
- 이준현, LOGOS 민법 조문판례집, 미래가치, 2015. ISBN 979-1-155-02086-9

## 같이 보기
- 법인